# Радио Сомбор
Радио Сомбор је назив за две радио-станице (Радио Сомбор и Нови Радио Сомбор) у Сомбору у Републици Србији.

## Историјат
Одлуком тадашње Општинске конференције Социјалистичког савеза радног народа, 20. децембра 1969. године основан је Радио Сомбор, програм је почео да се емитује 31. јула 1971. године. У почетку, програм је емитован дневно 4 сата и 30 минута, суботом 9 сати и 30 минута, а недељом програм није емитован. Од старта била је заступљена двојезичност програм на српскохрватском и на мађарском језику.
Радио Сомбор је тада запошљавао 49. радника, од чега 30 на програму, 8 у техничкој служби и 11 на административно-техничким пословима. Програм је и тада емитован на две фреквенције: на средњим таласима 666 kHz и на УКТ 90,9 MHz.
Временом, сатница емитовања програма Радио Сомбора је проширивана, број запослених је варирао, набављена је савременија опрема. Радио Сомбор је током 90-их вршио реемитовање програма радија Б92 И ББЦ-ја. Радио Сомбор се налазио 40 година на адреси на Тргу Светог Ђорђа 1 у старој градској кући просторије данас користи ББ радио.

## Новије доба
Радио Сомбор је емитовао из три своја студија, емитује 24 сата сопственог програма реализованог на савременој опреми углавном обезбеђеној унутар АНЕМ-а, где је Радио Сомбор био једна од чланица. Заступљена је била двојезичност, а простор у програмској шеми добијали су и Роми, а сарадња са чланицама  била  АНЕМ-а је на завидном нивоу.
Радио Сомбор је могао да се похвали високорангираним програмом унутар АНЕМ-ове мреже (углавном међу првих пет радио-станица) по квалитету и слушаности. Непрекидно су се улагали напори на осавремењивању и садржаја и опреме на којој се програм реализује. Од 1. јула 2000. године Радио Сомбор је  пословао самостално под називом Јавно предузеће Информативни центар Сомбор. 
Радио Сомбор продат је на аукцији 2. новембра 2007. за 3,7 милиона динара, у тренутку када је дошао у посед регионалне фреквенције за Сомбор и Апатин, захваљујући програмском елаборату конципираном као јавни сервис грађана, две недеље након продаје стопирана је приватизација. Власница већинског пакета акција, Ирена Вуксановић, упутила је 10. марта Агенцији за приватизацију писмо у којем обзнањује сагласност да се раскине уговор о купопродаји и да јој се врати прва рата, од шест годишњих, коју је платила, јер је, како тврди, испоштовала све обавезе наведене у уговору, међутим радницима су касниле зараде, а није било испоштовано ни обавезно улагање у Радио Сомбор, које је требало да износи око 700. хиљада динара. На иницијативу Министарства културе Републике Србије, 22. маја ове године је одржан састанак представника Покрајинског секретаријата за информације, Агенције за приватизацију, локалне власти у Сомбору, представника Радио Сомбора, АНЕМ-а и Министарства културе, на коме је договорено да се Радио Сомбору обезбеде услови за рад, до решавања спора у вези са приватизацијом тог радија. Радио Сомбор је већ био приватизован, али је нови власник затражио поништавање уговора, јер жели да се повуче из посла, будући да радио Сомбор има програме на језицима мањина, на састанку је договорено да се учини све да се спречи гашење тог медија. Напори нажалост нису уродили плодом и радио је угашен
Данас у Сомбору заправо постоје два радио Сомбора, пошто је фирма НС ВИДИ ТИМ која је купила стари радио добила дозволу за емитовање у децембру 2022. године, те средином 2023. почиње да емитује Радио Сомбор на фреквенцији од 97.5 фм са друге локације, и са нешто слабијим дометом.
Други Радио Сомбор ради онлајн, њега је основала група новинара незадовољних пропалом приватизацијом, предвођени некадашњим спортским уредником, новинаром који је пратио све области и водитељом, Синишом Стричевићем, покреће Нови Радио Сомбор и тиме наставља 40годишњу новинарску традицију, коју је имао Радио Сомбор, а чији је Нови Радио Сомбор један од медијских наследниак и тиме попуњава вакуум у свеукупном медијском небу Западне Бачке који је настао гашењем старог радија, задржавајући притом стандардне вредности, које је имао Радио Сомбор, а то су пре свега доследност и непристрасност. За сада само интернета. 
Нови Радио Сомбор је регистрован у Регистру медија Агенције за привредне регистре АПР Републике Србије, 10. 5. 2017, под регистарским бројем: ИН000563.
Радио Сомбор је имао према одлуци РРА (Републичке Радиодифузне Агенције) фреквенцију за регионалног емитера на територији општина Сомбор и Апатин. на 97,5 MHz а радио се доста добро чуо и у суседној Хрвтаској и Мађарској. Сада је чујност незнатно смањена пошто се емитује са бившег Хотела Слобода, а не са Јароша, са кога иду Радио Лола и Хит фм радио.
фреквенција на средњим таласима 666 kHz је угашена због честих кварова и недостака финансијских средстава за поправку средње-таласног предајника, са исте локације ишао је и Радио Нови Сад 837 kHz, ни та фрквенција више не ради. На фреквенцији од 666 kHz радио се добро чуо на око 300 km око Сомбора, постоје неки подаци да је радио добацивао некад чак и до Финске, пронашли смо информацију човека из Финске где каже да се на месту Радио Сомбора чује нека друга станица, тј СКY радио из Холандије.
- "Илустрована пословна лична карта Сомбора", Интерпреглед Београд 1976. година

- Радио Сомбор
- Радио Сомбор у Финској
- Гашење средње-таласног предајника Радио Сомбора и Радио Новог Сада [мртва веза]
- Сајт Новог Радио Сомбора
- Програм Уживо Нови Радио Сомбор
- Промена власништва Радија